# Thioredoxin
Thioredoxine sind kleine Proteine mit etwa 100 Aminosäuren und einer Disulfidbrücke als aktivem Zentrum, die als elektronenübertragende Kofaktoren in praktisch allen Organismen große Bedeutung haben. In der reduzierten Form agieren Thioredoxine enzymatisch als Oxidoreduktase. Beim Menschen sind zwei Thioredoxine bekannt, je nach Lokalisierung im Zytoplasma oder den Mitochondrien. Aus Studien an der Ratte gibt es Hinweise auf eine Rolle als Antioxidans und Regulator biomechanischer Signaltransduktion. Nicht zu verwechseln ist Thioredoxin mit der Familie von Proteinen, die eine Thioredoxin-Domäne enthalten. Thioredoxin bindet an TXNIP.
In Pflanzen sind Thioredoxine maßgeblich an der Regulation des primären Kohlenstoffwechsels beteiligt: sie steuern unter anderem die Aktivität von Enzymen des Calvin-Zyklus, der Rubisco-Aktivase und unterstützen die Assemblierung der CF1-Untereinheit der ATP-Synthase.

## Struktur
Thioredoxine sind etwa 12 kDa schwer. Sie tragen in ihrem aktiven Zentrum, das nach außen gerichtet ist, die Sequenz Cystein-Glycin-Prolin-Cystein, die für die Elektronenübergänge verantwortlich ist. Die beiden Cysteingruppen können zwei verschiedene Redoxzustände annehmen: Beim oxidierten Thioredoxin sind die Cysteinreste zu einer Disulfidbrücke verknüpft, reduziert liegen im Enzym zwei SH-Gruppen vor.